# Roberto Lago Soto
Roberto Lago (Vigo, Galícia, 30 d'agost de 1985) és un futbolista gallec. És un jugador format a les categories inferiors del Celta de Vigo, actualment és jugador de l'APOEL FC Nicòsia.

## Trajectòria

### Celta de Vigo
La seua trajectòria futbolística ja va començar en les categories inferiors de l'equip de la seua ciutat natal, el Celta de Vigo. Des de les categories inferiors va anar ascendint fins a arribar a l'equip filial vigués. A finals del 2006 va ser convocat amb el primer equip per primera vegada, malgrat això el seu debut oficial no va ser fins a la següent temporada, en un partit contra el Córdoba CF, era el 26 d'agost del 2007 en la primera jornada de la Lliga Adelante 2007/08. Després del seu debut al primer equip de la mà Hristo Stoítxkov ja no va abandonar la titularitat del lateral esquerre.
Després de tres temporades al primer equip el mes de febrer del 2010 es va fer oficial la seua renovació per tres temporades més. Aquest va ser el seu últim contracte amb el conjunt de Vigo abans d'arribar lliure al Getafe CF. La no renovació del jugador del contracte del jugador ja es va fer oficial a finals del 2012, quan el president de l'equip va dir que no podien satisfer les demandes econòmiques del jugador. La seua marxa a l'equip madrileny va ser curiosa perquè durant mesos se l'havia relacionat amb el València CF igual que el seu company Iago Aspas, casualment, cap dels dos jugador va acabar arribant a Mestalla. El jugador va declarar-se del Celta ara i sempre, i sentir-se feliç de deixar el club de la seua ciutat natal a Primera Divisió.

### Getafe CF
Després de 18 anys vestint la samarreta del Celta, el 12 de juny de 2013 es va fer oficial el seu traspàs a l'equip madrileny. Va arribar-hi amb la carta de llibertat i va firmar un contracte per quatre anys. El 23 d'agost del 2013 va debutar amb la samarreta del Getafe CF, era la segona jornada de lliga contra la UD Almería, Lago va disputar tot el partit.